# Centro de Visitantes Valle de la Fuenfría
El Centro de Visitantes Valle de la Fuenfría es un centro de Naturaleza de 1 500 m² de extensión que se encuentra en el municipio de Cercedilla dentro de la comunidad autónoma de Madrid, España. 
Es uno de los cinco centros con los que cuenta el Parque Nacional de la Sierra de Guadarrama.

## Localización
Se encuentra en el término municipal de Cercedilla, en la zona noroeste de la Comunidad de Madrid, en el Parque regional de la Cuenca Alta del Manzanares.
Centro de Educación Ambiental Valle de la Fuenfría, Ctra. de las Dehesas, km 2, 28470 Cercedilla - Madrid.

## Recursos
El edificio cuenta con punto de información al público, Sala de exposiciones y audiovisuales, Exposiciones temporales, jardín botánico, Biblioteca.
El Centro es accesible para personas con movilidad reducida.
La zona circundante se encuentra en la Sierra de Guadarrama, con densos pinares de pino silvestre y abundantes huellas indicadoras de la presencia humana desde tiempos muy antiguos. Desde el año 2003 forma parte del Parque Regional de la Cuenca Alta del Manzanares.

## Actividades
El centro de naturaleza organiza talleres, visitas temáticas, ocio de familias, y sendas por los alrededores.
Las actividades son gratuitas pero es necesario reservar plaza con antelación en https://www.parquenacionalsierraguadarrama.es